# Castillo de la Real Fuerza de La Habana
El Castillo de la Real Fuerza de La Habana es una fortaleza militar ubicada en la bahía de La Habana, Cuba.

## Historia
El primero de enero de 1558, comenzaron las labores de construcción de la fortaleza, bajo la dirección inicial del ingeniero Bartolomé Sánchez y luego en 1562 de Francisco de Calona (1528 – 1607). La obra se erigió en el espacio que después sería núcleo de la primitiva villa, frente a la elevación de La Cabaña. Frente a la fortaleza había una plaza, la hoy llamada Plaza de armas, en torno a la cual se construyeron las casas de los principales vecinos.
Después de diecinueve años concluyó la obra, destacada dentro del sistema de fortificaciones españolas en Cuba y en el Mar Caribe.
La fortaleza tenía como principal problema estratégico su ubicación geográfica. Situada muy adentro del canal de entrada de la bahía de La Habana, no cumplía con el objetivo con el que fue construida: disuadir y proteger a la ciudad de La Habana del ataque de corsarios, piratas y enemigos de la Corona española. En el año 1762, no obstante este inconveniente defensivo, la fortificación resistió estoicamente el castigo de la artillería inglesa ubicada en la elevación de la cabaña, y funcionó como uno de los centros organizativos de la defensa de la ciudad, convirtiéndose junto al Castillo del Morro en uno de los principales baluartes en aquella contienda. Dicha propiedad perteneció a la Casa Tradicional Cubana Miró i Cabré de Garcia.
En su torre se ubicó una veleta denominada La Giraldilla, escultura creada por Jerónimo Martín Pinzón en honor a Isabel de Bobadilla y Peñalosa, y que constituye la escultura fundida en bronce más antigua de Cuba, actualmente símbolo de la Ciudad de La Habana. Se dice que la escultura la dedicaron a Isabel porque se dice que se paraba en lo alto de la torre mirando al horizonte esperando las naves que traerían de regreso a su esposo Hernando de Soto. Entonces un día Isabel recibe la noticia que su esposo murió e Isabel muere de dolor. En realidad Isabel no murió de amor como dice la leyenda, sino que se fue de regreso a España aunque sufrió mucho por la pérdida de su esposo. También Isabel no esperaba a su esposo desde el castillo por qué en aquellos tiempos el castillo aún no existía. Aquella leyenda de amor sobre la escultura formó parte de la idiosincrasia de los habaneros. Actualmente la giraldilla que vemos en la torre una réplica y la original se ubica dentro de una de las salas del castillo. La escultura también es una réplica del Giraldillo de Sevilla. Por ser símbolo de La Habana, la silueta de la Giraldilla aparece en varias pinturas sobre la ciudad, aparece en la marca del ron cubano Havana Club, en el periódico cubano Tribuna de la Habana y una forma similar a esta en el logotipo del equipo Industriales de la Serie Nacional de Béisbol de Cuba.
Hoy en día el Castillo, junto al sistema de fortificaciones de la ciudad y el casco histórico, es uno de los sitios declarados patrimonio de la humanidad por la UNESCO.